# 卡森多夫
卡森多夫是德国巴伐利亚州的一个市镇。总面积39.01平方公里，总人口2479人，其中男性1233人，女性1246人（2011年12月31日），人口密度64人/平方公里。